# Hervé Michel
 (juin 2022).
Si vous disposez d'ouvrages ou d'articles de référence ou si vous connaissez des sites web de qualité traitant du thème abordé ici, merci de compléter l'article en donnant les références utiles à sa vérifiabilité et en les liant à la section « Notes et références ».
 (juin 2022).
La mise en forme du texte ne suit pas les recommandations de Wikipédia : il faut le « wikifier ».
Les points d'amélioration suivants sont les cas les plus fréquents. Le détail des points à revoir est peut-être précisé sur la page de discussion.
- Les titres sont pré-formatés par le logiciel. Ils ne sont ni en capitales, ni en gras.
- Le texte ne doit pas être écrit en capitales (les noms de famille non plus), ni en gras, ni en italique, ni en « petit »…
- Le gras n'est utilisé que pour surligner le titre de l'article dans l'introduction, une seule fois.
- L'italique est rarement utilisé : mots en langue étrangère, titres d'œuvres, noms de bateaux, etc.
- Les citations ne sont pas en italique mais en corps de texte normal. Elles sont entourées par des guillemets français : « et ».
- Les listes à puces sont à éviter, des paragraphes rédigés étant largement préférés. Les tableaux sont à réserver à la présentation de données structurées (résultats, etc.).
- Les appels de note de bas de page (petits chiffres en exposant, introduits par l'outil «  Source ») sont à placer entre la fin de phrase et le point final[comme ça].
- Les liens internes (vers d'autres articles de Wikipédia) sont à choisir avec parcimonie. Créez des liens vers des articles approfondissant le sujet. Les termes génériques sans rapport avec le sujet sont à éviter, ainsi que les répétitions de liens vers un même terme.
- Les liens externes sont à placer uniquement dans une section « Liens externes », à la fin de l'article. Ces liens sont à choisir avec parcimonie suivant les règles définies. Si un lien sert de source à l'article, son insertion dans le texte est à faire par les notes de bas de page.
- La présentation des références doit suivre les conventions bibliographiques. Il est recommandé d'utiliser les modèles {{Ouvrage}}, {{Chapitre}}, {{Article}}, {{Lien web}} et/ou {{Bibliographie}}. Le mode d'édition visuel peut mettre en forme automatiquement les références.
- Insérer une infobox (cadre d'informations à droite) n'est pas obligatoire pour parachever la mise en page.

Pour une aide détaillée, merci de consulter Aide:Wikification.
Si vous pensez que ces points ont été résolus, vous pouvez retirer ce bandeau et améliorer la mise en forme d'un autre article.
Œuvres principales
- Le Regard du diable (2019)
- Chasseur de trésors (2019)
- La Malédiction égyptienne (2021)
- Le Secret du Bellérophon (2022)
- Les Fantômes de l'Artiglio (2023)
- Mort de rire (2024)

Hervé Michel, né le 9 novembre 1963 à Carpentras, Vaucluse, est un écrivain, romancier, journaliste et aventurier français. 
Il est auteur de romans policiers historiques, de romans à suspense et d'essais.

## Biographie
Son père est auteur-compositeur et auteur dramatique. Durant son enfance et son adolescence, il se passionne pour la lecture, l'écriture et les sciences : la physique, la chimie, et l'Histoire.
Il pratique de nombreuses activités :  pilote de stock-car, dresseur de chiens d’intervention, videur de night-club, détective privé, photographe de mode. En 1993, il est recruté comme correspondant de presse au Dauphiné Libéré. Il commence une carrière littéraire.

### Carrière
À partir de 1993, il travaille pour la presse locale et nationale comme photojournaliste. 
En 1999, il part au Pakistan pour écrire une série d’articles ; ce pays connaît alors des tensions avec le voisin indien. Il  publie, à son retour, un ouvrage intitulé : Mission Pakistan.
Il collabore comme journaliste à plusieurs magazines spécialisés : Détection Passion, Richesses de l’Histoire… Durant plusieurs années, il recherche des trésors un peu partout dans le monde : au Venezuela, notamment,, et en France. Il retrouve les héritages perdus pour des particuliers. Il en tire un ouvrage intitulé : Chasseur de trésors, publié aux éditions City.
Hervé Michel se consacre ensuite à l’écriture. Il se sert de son expérience de terrain pour alimenter ses romans.
En 2018, il signe un contrat avec les éditions City, pour une série de romans policiers historiques. La série est intitulée : Crimes et complots sous l’Empire ; des policiers de l’époque napoléonienne enquêtent sur des crimes mystérieux. Chez le même éditeur, il publie un ouvrage journalistique : Chasseur de trésors, un recueil d’histoires vécues.
En 2021, il signe chez l’éditeur Ex Aequo, un contrat pour un roman à suspense : le Secret du Bellérophon qui met en scène des enquêteurs spécialisés dans les enquêtes sous-marines.
En 2021, il crée une petite maison d’édition associative, pour éditer un magazine trimestriel : les Chroniques de L’Isle-sur-Sorgue, série de mini-romans policiers à la Belle Époque.
À partir de 2023, Hervé Michel aborde un nouveau genre littéraire, le cosy mystery. Sous le nom de plume de Richard Thorne, il se consacre à ce style de romans policiers, caractérisés par une atmosphère légère et des intrigues énigmatiques.
Il collabore avec d’autres éditeurs, notamment, pour des guides de voyages : Les nouvelles éditions de l’université, qui éditent Le Petit Futé.

## Œuvres

### Romans
- Sur la piste des trésors perdus, Atramenta, 2013
- Mission Pakistan, Atramenta, 2013
- Toujours sur la piste des trésors perdus, Terres d’Aventures, 2015
- La Vierge du Cap, Atramenta, 2016
- Pierre qui coule, Autoédition, 2016
- Les secrets des découvreurs de trésors, Atramenta, 2017
- Guide de démarrage rapide de la plongée sous-marine, Autoédition, 2017
- Le Regard du diable, City éditions, 2019[15].
- Chasseur de trésor, City éditions, 2019[10].
- Le temps des assassins, Autoéditions, 2019
- La Malédiction égyptienne, City éditions, 2020 (sélection du jury prix Napoléon Ier)[16]
- Le Trésor du marquis, éditions Légacy, 2021[17]
- Le Secret du Bellérophon, éditions Ex Aequo, 2022[18]
- Les Fantômes de l'Artiglio, éditions Ex Aequo, 2023
- Mort de rire, sous le pseudonyme de Richard Thorne, éditions City, 2024

### Podcasts
- L’écrivain mène l’enquête[19] (série criminelle de la Belle Époque aux Années Folles)

### Émissions de télévision / radio
- Parlons de livre[20], interview par la Chroniqueuse new yorkaise Judith Eya.
- La Matinale de Fun Radio (28/03/2022)
- Émission Je t’aime etc[21], avec Daphnée Bürki et Raphaël Mezrahi, France 2 (24/08/2020)
- IDFM Radio, 18/07/2020
- Entretien avec Willy Lefevre, 07/07/2020
- Ca vaut le détour[22], France Bleu, 18/02/2020
- Vocation, avec Luc Mondoloni, France 3 Corse, 04/02/2020
- Ca commence aujourd’hui, avec Faustine Bollaert, France 2, 11/09/2019
- Interview par Philippe Garcia, France Bleu Vaucluse, 17/06/2019
- Interview sur Radio Canada, 28 avril 2017, YouTube
- C’est plus que des vacances[23], France Télévision, 2017
- Sept à Huit[24], avec Harry Roselmack, 29/01/2012
- Reportages, TF1, 2010
- Grand Format[25], France 2, 28/08/2010
- Reporter[26], NT1, 2008

### Presse
- En juillet 2020, Didier Vergne écrit dans la Provence, à propos de la sortie de la Malédiction égyptienne : « Hervé Michel revient un an après le succès de son roman, Le Regard du diable. »
- Le Mag Vaucluse 2019[27]
- En 2019, Laure d’Arles écrit : « Hervé Michel nous livre à travers ses romans des aventures palpitantes qui nous prennent dès les premières lignes et ne nous lâchent pas même après avoir terminé le roman. »
- Revue de presse (sur le site officiel)
- En avril 2016, Jean-Pierre Paulais écrit dans la Provence : « Hervé Michel, chasseur de trésors et écrivain publie La Vierge du Cap »
- En 2016, Laurence Bühler écrit dans Le Dauphiné Libéré : « Hervé Michel, découvreur de trésors et écrivain. »
- 2019, Le Parisien : « Hervé Michel, chasseur de trésors, il faut être un rêveur ! »
- Le 23/11/2020 : Le Dauphiné Libéré publie : « Hervé Michel, cet écrivain-aventurier qui nous fait voyager. »
- En 2021, le magazine Marianne publie : « Hervé Michel, un aventurier sur la piste des trésors de pirates. »